# Laced/Unlaced
Laced/Unlaced é um álbum instrumental com dois discos da cantora americana Emilie Autumn. No disco um, Laced, é um relançamento de "On a Day...", outro álbum da cantora. No disco dois, Unlaced, contém gravações utilizando um violino elétrico feito pela Emilie Autumn. Um CD + Livro de edição limitada foi lançado em 9 de Março de 2007 com 2 mil cópias distribuídas mundialmente.

## Faixas
| Disco Um: "Laced" |               |                       |         |  |
| N.º               | Título        | Compositor(es)        | Duração |  |
| 1.                | "La Folia"    | Arcangelo Corelli     | 10:18   |  |
| 2.                | "Recercada"   | Diego Ortiz           | 1:43    |  |
| 3.                | "Largo"       | Johann Sebastian Bach | 4:02    |  |
| 4.                | "Allegro"     | Johann Sebastian Bach | 3:21    |  |
| 5.                | "Adagio"      | Jean-Marie Leclair    | 3:36    |  |
| 6.                | "Tambourin"   | Jean-Marie Leclair    | 1:52    |  |
| 7.                | "Willow"      | Emilie Autumn         | 5:49    |  |
| 8.                | "Revelry"     | Emilie Autumn         | 1:56    |  |
| 9.                | "On a Day..." | Emilie Autumn         | 2:30    |  |

| Faixas bônus |                                             |                          |         |  |
| N.º          | Título                                      | Compositor(es)           | Duração |  |
| 10.          | "Prologue" (Live)                           | Emilie Autumn            | 2:07    |  |
| 11.          | "Sonata for Violin & Basso Continuo" (Live) | Lonati                   | 11:45   |  |
| 12.          | "Chaconne" (Live)                           | Giovanni Battista Vitali | 10:24   |  |
| 13.          | "La Folia" (Live)                           | Arcangelo Corelli        | 9:55    |  |
| 14.          | "Epilogue" (Live)                           | Emilie Autumn            | 5:09    |  |

| Disco Dois: "Unlaced" |                     |                |         |  |
| N.º                   | Título              | Compositor(es) | Duração |  |
| 1.                    | "Unlaced"           | Emilie Autumn  | 3:26    |  |
| 2.                    | "Maniac Depression" | Emilie Autumn  | 5:25    |  |
| 3.                    | "Leech Jar"         | Emilie Autumn  | 4:14    |  |
| 4.                    | "A Strange Device"  | Emilie Autumn  | 4:16    |  |
| 5.                    | "A Cure?"           | Emilie Autumn  | 3:06    |  |
| 6.                    | "Syringe"           | Emilie Autumn  | 3:23    |  |
| 7.                    | "Cold"              | Emilie Autumn  | 3:02    |  |
| 8.                    | "Face To Wall"      | Emilie Autumn  | 6:50    |  |